# Maksut Šadaev
Maksut Igorevič Šadaev (in russo Максут Игоревич Шадаев?; Mosca, 11 novembre 1979) è un politico russo, Ministro dello sviluppo digitale, delle comunicazioni e dei mass media dal 21 gennaio 2020.

## Biografia
Nato a Mosca, si è laureato in sociologia nel 2004 presso l'Università sociale statale di Mosca del Ministero del lavoro e dello sviluppo sociale dopo aver lavorato in aziende nel campo delle tecnologie dell'informazione e della comunicazione. Nello stesso anno è stato nominato consigliere del Ministro delle tecnologie dell'informazione e delle comunicazioni Leonid Rejman per poi essere nominato nel febbraio 2006 direttore del Dipartimento dei programmi statali, dello sviluppo delle infrastrutture e dell'uso delle risorse.
Tra il 2000 e il 2001 ha gestito il progetto Jejdvajzers per conto della Arrava Internet Management di Il'ja Ponomarëv mentre tra il 2002 e il 2004 ha lavorato per l'IBS di Anatolij Karačinskij.
Nell'autunno 2008 è divenuto assistente del capo dell'Amministrazione presidenziale Sergej Naryškin gestendo anche il Consiglio sotto il Presidente della Federazione Russa per lo sviluppo della società dell'informazione oltre che il progetto per la realizzazione di passaporti biometrici. Nel 2012 è tornato ad essere consigliere di Naryškin, divenuto Presidente della Duma di Stato, ed è stato responsabile del progetto per l'informatizzazione del parlamento.
Nel febbraio 2014 è stato nominato Ministro della pubblica amministrazione, delle tecnologie delle informazioni e delle comunicazioni nel governo dell'oblast' di Mosca di Andrej Vorob'ëv, divenendo nel settembre 2016 anche vicecapo del governo; durante il suo mandato è stato lanciato il portale Dobrodel, per informatizzare le interazioni tra residenti e amministrazione regionale. Avrebbe lavorato, secondo il quotidiano Kommersant, come consigliere del vicecapo dell'Amministrazione presidenziale Sergej Vladilenovič Kirienko.
Dopo aver dato le dimissioni insieme al resto del governo regionale di Mosca nel settembre 2018 è stato nominato vicepresidente di Rostelecom.
Il 21 gennaio 2020 il Presidente Vladimir Putin lo ha nominato Ministro dello sviluppo digitale, delle comunicazioni e dei mass media. Tra i suoi primi atti avrebbe avuto intenzione di convocare una riunione del Consiglio di Stato per fornire alle autorità di pubblica sicurezza i dati dei cittadini senza previa autorizzazione di un tribunale.
In seguito all'invasione russa dell'Ucraina del 2022 è stato inserito insieme ad altri politici russi nelle liste delle personalità sanzionate di Australia, Belgio, Canada, Francia, Nuova Zelanda, Regno Unito, Stati Uniti d'America, Svizzera, Ucraina ed Unione europea.